# Llista de Creus de Sant Jordi/2025/Persones

#### Persones
Informació actualitzada per un bot. Els canvis manuals es perdran quan s'actualitzi!
| Persona                      | Wikidata   | Descripció                                          | Ocupació                                                                                 | Imatge |
| ---------------------------- | ---------- | --------------------------------------------------- | ---------------------------------------------------------------------------------------- | ------ |
| Joan Saura i Laporta         | Q12785     | polític barceloní                                   | polític enginyer                                                                         |        |
| Loles León                   | Q265719    | actriu de cinema i televisió catalana               | actor de cinema actor de televisió actor                                                 |        |
| Eugènia Balcells             | Q3816164   | artista catalana                                    | videoartista artista visual professor                                                    |        |
| Rosa Maria Calaf Solé        | Q4170777   | periodista catalana                                 | periodista                                                                               |        |
| Ramon Folch i Guillèn        | Q4891585   | biòleg català                                       | botànic professor d'universitat ecòleg biòleg presentador guionista director de programa |        |
| Josep Pons i Viladomat       | Q4893830   | director d'orquestra català                         | director o directora d'orquestra                                                         |        |
| Lluïsa Cunillé Salgado       | Q9023358   | escriptora catalana                                 | escriptor dramaturg realitzador                                                          |        |
| Isidor Marí Mayans           | Q11926900  | professor i sociolingüista eivissenc                | cantautor filòsof                                                                        |        |
| Josep Manuel Anglada i Nieto | Q17301453  | alpinista català                                    | alpinista                                                                                |        |
| Javier Moll                  | Q18978137  | empresari i editor espanyol                         | executiu d'empresa empresari editor                                                      |        |
| Joan Caball i Subirana       | Q19299809  | coordinador nacional d'Unió de Pagesos de Catalunya | sindicalista                                                                             |        |
| José Creuheras Margenat      | Q20004536  | empresari català                                    | empresari                                                                                |        |
| Mercè Ibarz Ibarz            | Q20005914  | escriptora i periodista catalana                    | escriptor periodista professor d'universitat                                             |        |
| Montserrat Colomé i Pujol    | Q29510665  | baillarina i coreògrafa                             | ballarí                                                                                  |        |
| Carla Simón i Pipó           | Q31158071  | guionista i directora de cinema catalana            | director de cinema guionista guionista de cinema                                         |        |
| Josep Maria Mata i Perelló   | Q51879151  | geòleg català                                       | geòleg                                                                                   |        |
| Mireia Montané i Tuca        | Q57082256  | pedagoga catalana                                   | pedagog                                                                                  |        |
| Laura Roigé Pons             | Q61059351  | empresària catalana                                 | empresari                                                                                |        |
| Montserrat Baiget i Bastús   | Q65465060  | farmacèutica i investigadora catalana               | farmacèutic                                                                              |        |
| Marc Lloret i Isiegas        | Q132124174 | músic catala                                        | músic gestor cultural periodista productor discogràfic                                   |        |
| Manuel Roure i Arnaldo       | Q134029938 | òptic i optometrista                                | òptic optometrista                                                                       |        |